# Hupalupa
Hupalupa (auch Hupalupu oder Hupalupo) war ein König der Gomeros, der Ureinwohner der Kanarischen Inseln.
1488 nahm Hupalupa am Aufstand der Gomeros, der Bewohner La Gomeras, gegen die kastilische Besatzung teil. Diese Besetzung wurde von dem despotischen Herrscher und Feudalherren Hernán Peraza geführt, der bei dieser Rebellion der Gomeros im November 1488 durch Hautacuperche ermordet wurde. Hautacuperche wollte Nachfolger König Hupalupas werden, ließ aber selbst bei einer darauf folgenden Kampfhandlung sein Leben.
An Hupalupa erinnert noch heute der Name des fruchtbaren Tals Valle Gran Rey (Tal des großen Königs) im Westen der Insel La Gomera.